# Про кота, Васю и охотничью катавасию
«Про кота, Васю и охотничью катавасию» — советский мультфильм, выпущенный в 1981 году киностудией Беларусьфильм.

## Сюжет
Про мальчика Васю, который с котом птиц в саду прогнал, они и улетели. И стал сад раем для вредных насекомых...

## Съёмочная группа
| Режиссёр-постановщик | Кузьма Кресницкий           |
| Автор сценария       | Артур Вольский              |
| Оператор-постановщик | Михаил Комов                |
| Художник-постановщик | Алла Булай                  |
| Мультипликаторы      | Анна Лысятова, В. Бакунович |
| Художник             | Т. Михалюта                 |
| Композитор           | Эдуард Ханок                |
| Автор текста песен   | Артур Вольский              |
| Исполнение песен     | «Сузор’е»                   |
| Звукооператор        | В. Суходолов                |
| Редактор             | Л. Балашова                 |
| Директор             | Ольга Оноприенко            |